# Franklin, Iowa
Franklin är en ort i Lee County i Iowa. Vid 2010 års folkräkning hade Franklin 143 invånare.